# Davie Provan
Davie Provan (Gourock, 8 maggio 1956) è un ex calciatore britannico, di ruolo centrocampista.

## Carriera
Con la Nazionale scozzese ha partecipato ai Mondiali di calcio 1982.

## Palmarès

### Club
- Campionato scozzese: 4

Celtic: 1978-1979, 1980-1981, 1981-1982, 1985-1986
- Coppa di Scozia: 2

Celtic: 1979-1980, 1984-1985
- Coppa di Lega scozzese: 1

Celtic: 1982-1983

### Individuale
- Giocatore dell'anno della SPFA: 1

1980